# 簡易恋愛プログラム 宮川賢のデートの時間でそ?!
『簡易恋愛プログラム 宮川賢のデートの時間でそ?!』（かんいれんあいプログラム みやかわまさるのデートのじかんでそ?!）は、2016年4月16日から2019年12月28日までTBSラジオで放送されたバラエティ番組。放送時間は毎週土曜 19:00 - 20:30。
この番組では『男女』を切り口にして、パーソナリティの宮川が恋愛やデート、不倫をさまざまな角度から取り上げる。
なお、パーソナリティの宮川は、1992年10月開始の「誰なんだお前は」より、足掛け28年の長期間にわたってTBSラジオでさまざまな放送枠で番組を担当してきたが、当番組をもっていったん、TBSにおけるパーソナリティとしてはピリオドを打った。

## 出演者

### パーソナリティ
- 宮川賢

### その他の出演
- 外山惠理（TBSテレビアナウンサー） - ポン出しアシスタント。一部の企画やコーナーのナレーションでも出演。
- 駒田健吾（TBSテレビアナウンサー） - 一部の企画やコーナーのナレーションで不定期出演。
- 土井敏之（TBSテレビアナウンサー） - 同上。
- 成瀬心美 - 『成瀬心美 ぷるるんhoneyトラップ』パーソナリティ。
- まるゆか（ユメマナコ） - 「ラブリー・スコープ」の一部企画に不定期で収録出演。

## スタッフ
- 竹西亮（構成作家）[4]

## コーナー一覧
各コーナーの詳細は、番組公式サイトの「番組の記事」や「コーナー紹介」も参照されたし。

### 毎週放送のコーナー
- ラブリー大喜利

主に番組の放送週に起きた芸能ニュースがお題となる大喜利コーナー。お題は番組開始2時間前に公式サイト等で発表される。大賞受賞者には番組特製Tシャツがプレゼントされる。
- ラブリー・スコープ

19時台の特集コーナー。
- ナイス!ラブリーリアクション

自身が遭遇するかもしれない局面を正当化する対応方法を考え、ナイスかバッドで判定する。
- 東京上野クリニックpresents 成瀬心美ぷるるんhoneyトラップ[5]

2018年4月7日開始のコーナー番組。20:10頃から約10分間の放送。2019年3月までは20:40頃から約10分間の放送だった。
コーナーとしての前身は2018年3月まで放送されていた『成瀬心美とかすみりさの、もうすぐオトナ時間』。
特別編成等で、この時間帯に放送できない時は他の時間帯に振替放送される。
当番組終了後の2020年1月3日より「アフター6ジャンクション」金曜日の20:40頃のコーナー番組として移動し継続。2020年3月31日からは火曜日21:00 - 21:30の単独番組として放送。
この他、毎週リスナーが電話で参加するコーナーがある。行われているのは以下の企画。
- わがままクイズ 二択deデート

リスナーが電話で参加するクイズコーナー。バーチャルデート中に二択問題が出題され、相手役の女性（稀に男性）がどちらを選ぶかを予想し、全問正解で5000円を獲得できる。2017年12月16日放送分をもって一旦休止し、2018年7月7日放送分より再開。
- げぇむdeデート★ラブリー神経衰弱

2017年12月23日放送分のパイロット版を経て、2018年1月6日放送分から開始した、音源を使った男女リスナー対戦形式の神経衰弱ゲーム企画。当初は1ヶ月間限定という触れ込みだったが、半年後の6月末まで毎週行われた。
- 気まぐれ二択クイズ いとしの惠理ぃ

2019年4月6日放送分から開始。糸篠惠理（CV:外山惠理）とのデートへ向かう途中に遭遇する3つの局面を、それぞれ2つの選択肢の中から選んで対応していくクイズコーナー。彼女役を務める外山と同じ選択肢を選べば正解となり、全問正解で5000円が獲得できる。出題者の声は土井敏之（TBSアナウンサー）。
- 間違いサガシング 名探偵コマン

2019年6月15日放送分から開始。電話で参加したリスナーが、番組側が用意した2つの音源を聴き比べ、その中から3つの違いを見つける「音の間違い探し」。1巡目で間違いを全て見つけると賞金5000円が獲得できる。

### 不定期放送のコーナー
- ラブリー・ルールブック

あるシチュエーションでの行動はアリかナシかを投票で決定する。
- まさかのお泊まりハプニング
- 代わりに叫んで!彼への不満

彼氏、彼女への不満をラブリー・シャウターが大声で代弁する。
- 結婚式で大失敗
- だめだめプロポーズ
- 最悪の誕生日デート
- ラブリーごめんね川柳
- みんなのリア充日記（2016年9月4日 - ）

周りのリアル充実エピソードを送ってもらう。
- バレンタインday 作文コンクール
- リコーダーを舐めないで!
- ホテル直行!キラーワード辞典
- フェチ替え歌選手権
- 恋の予感の予感
- 口喧嘩クエスト
- ホットドッグ『嘘』プレス（2017年11月18日 - ）

かつて、とある雑誌に載っていたような根も葉もないモテモテ情報を考えるコーナー。
- 微妙なプレゼント
- ハートブレイク川柳（2016年11月26日 - ）
- 重たいパートナー伝説
- ぴくぴく!ラブリーニュース
- ラブリーじらし川柳

スペシャルウィーク限定の企画。彼氏彼女に対する懺悔、じらしを川柳にして告白する。
- 恋愛安全標語を作りましょう 20xx（2017年2月18日 - ）

コーナー名の数字は放送年の西暦年が入る。

### 過去のコーナー
- 恋愛偉人列伝

番組初期に放送。男性有名人の女性遍歴を紹介するコーナー。
- GO!GO!ラブリー・アドバイザー

番組スタッフが街頭インタビューでデート中のカップルが抱えている悩みを聞き、パーソナリティの宮川がそれに回答する相談コーナー。放送時間が30分短縮された2019年4月以降は放送されていない。

## ネット局
番組終了時点。各局特別編成等で短縮、もしくは休止の場合があった。
| 放送対象地域 | 放送局          | 放送時間           | 放送期間                       | 備考               |
| ------------ | --------------- | ------------------ | ------------------------------ | ------------------ |
| 関東広域圏   | TBSラジオ       | 土曜 19:00 - 20:30 | 2016年4月16日 - 2019年12月28日 | 制作局             |
| 長野県       | 信越放送（SBC） | 土曜 19:00 - 20:00 | 2016年4月2日 - 2019年12月28日  | [ 注 8 ]           |
| 石川県       | 北陸放送（MRO） | 土曜 19:00 - 20:00 | 2016年4月2日 - 2019年12月28日  | [ 注 9 ]           |
| 岡山県       | 山陽放送（RSK） | 土曜 19:00 - 20:00 | 2016年4月2日 - 2019年12月28日  | [ 注 9 ] [ 注 10 ] |
| 高知県       | 高知放送（RKC） | 土曜 19:00 - 20:00 | 2016年4月2日 - 2019年12月28日  | [ 注 9 ]           |

### 過去のネット局
放送開始時間が早い順に記載。
| 放送対象地域   | 放送局            | 放送時間           | 放送期間                                                                                    | 備考                          |
| -------------- | ----------------- | ------------------ | ------------------------------------------------------------------------------------------- | ----------------------------- |
| 熊本県         | 熊本放送（RKK）   | 土曜 19:00 - 21:00 | 2017年4月1日 - 9月30日                                                                      |                               |
| 大分県         | 大分放送（OBS）   | 土曜 19:00 - 21:00 | 2016年10月1日 - 2018年3月31日                                                               |                               |
| 福井県         | 福井放送（FBC）   | 土曜 19:00 - 21:00 | 2016年10月1日 - 2017年4月1日 2017年10月7日 - 2018年3月31日                                  |                               |
| 愛媛県         | 南海放送（RNB）   | 土曜 19:00 - 20:00 | 2016年4月2日 - 9月24日                                                                      |                               |
| 広島県         | 中国放送（RCC）   | 土曜 19:00 - 20:00 | 2016年4月2日 - 9月24日                                                                      | [ 注 11 ]                     |
| 中京広域圏     | CBCラジオ         | 土曜 19:00 - 20:00 | 2016年10月1日 - 2017年3月25日                                                               |                               |
| 静岡県         | 静岡放送（SBS）   | 土曜 19:00 - 20:00 | 2016年4月2日 - 9月24日 2017年10月7日 - 2018年9月29日                                        | [ 注 12 ]                     |
| 鳥取県・島根県 | 山陰放送（BSS）   | 土曜 19:00 - 20:00 | 2016年4月2日 - 2019年9月28日                                                                | [ 注 9 ]                      |
| 富山県         | 北日本放送（KNB） | 土曜 19:00 - 20:00 | 2016年4月2日 - 9月24日 2017年4月8日 - 9月30日 2018年4月7日 - 9月29日 2019年4月6日 - 9月28日 | [ 注 13 ]                     |
| 徳島県         | 四国放送（JRT）   | 土曜 19:00 - 20:00 | 2016年4月9日 - 9月24日 2017年4月8日 - 9月30日 2018年4月7日 - 9月29日 2019年4月6日 - 9月28日 | [ 注 14 ] [ 注 15 ] [ 注 16 ] |
| 山形県         | 山形放送（YBC）   | 土曜 20:00 - 21:00 | 2016年4月2日 - 9月24日                                                                      |                               |
| 秋田県         | 秋田放送（ABS）   | 土曜 20:00 - 21:00 | 2016年4月2日 - 2017年4月1日                                                                 |                               |
| 和歌山県       | 和歌山放送（wbs） | 土曜 20:00 - 21:00 | 2016年4月2日 - 9月24日 2017年4月8日 - 9月30日                                               |                               |
| 山口県         | 山口放送（KRY）   | 土曜 20:00 - 21:00 | 2016年10月1日 - 2017年4月1日 2017年10月7日 - 2018年3月31日                                  |                               |